# 헥셔-올린 정리
헥셔-올린 정리(Heckscher-Ohlin theorem)은 국제 무역 이론의 하나로, 스웨덴 경제학자 엘리 헥셔(Eli Heckscher)와 그의 제자 베르틸 올린(Bertil Ohlin)이 제안한 모형이다. 이 정리는 각국이 상대적으로 풍부한 생산 요소를 많이 사용하는 재화를 수출하고, 상대적으로 부족한 요소를 많이 사용하는 재화를 수입한다고 설명한다. 이를 통해 자원의 효율적 배분이 이루어지며, 각국의 자원 특성에 맞는 생산이 이루어져 세계 무역이 활성화될 수 있다고 본다.

### 개요
헥셔-올린 정리는 요소부존이론(Factor Endowment Theory)이라고도 불리며, 무역이 이루어지는 주요 원인을 생산 요소의 상대적 차이로 설명한다. 이를 통해 각국이 자국에서 상대적으로 저렴한 비용으로 생산할 수 있는 제품을 전문적으로 생산하고 교역함으로써 상호 이익을 얻는다고 주장한다. 예를 들어, 노동이 풍부한 국가는 노동 집약적 상품을, 자본이 풍부한 국가는 자본 집약적 상품을 수출하는 방식으로 무역의 이점이 발생한다고 설명한다.

### 가정과 조건
헥셔-올린 정리는 여러 가지 가정하에 성립한다. 주요 가정은 다음과 같다.
1. 두 개의 국가, 두 개의 생산 요소(노동과 자본), 두 개의 재화가 존재한다고 가정한다.
2. 국가 간 무역 장벽이 없고, 요소 이동성은 국가 내에서는 자유롭지만 국가 간 이동은 불가능하다.
3. 기술 수준이 각국에 동일하게 주어진다.
4. 생산은 규모에 대한 수익이 일정하며, 각 재화의 생산 요소 배분은 고정되어 있다.

이 가정들은 헥셔-올린 모형을 단순화하여 분석하는 데 도움이 되지만, 현실에서의 적용에는 다소 한계가 존재한다.

### 주요 내용
헥셔-올린 정리에 따르면 각국은 상대적으로 풍부한 요소를 많이 사용하는 재화를 수출하게 된다. 이를 설명하기 위해 각국의 요소 가격을 고려하는데, 생산 요소의 상대적 풍부함이 상품의 상대 가격에 영향을 미친다고 본다. 예를 들어, 노동이 풍부한 국가는 노동 집약적 상품의 생산 비용이 낮아져 이를 수출하게 되고, 반대로 노동이 부족하고 자본이 풍부한 국가는 자본 집약적 상품을 수출하게 된다.
헥셔-올린 정리는 무역이 이루어짐에 따라 각국의 요소 가격이 수렴하는 현상, 즉 요소 가격 균등화 정리(Factor Price Equalization Theorem)로 이어질 수 있다고 주장한다. 이는 무역이 각국의 요소 수급에 영향을 미쳐 장기적으로는 동일한 요소에 대한 가격이 세계적으로 같아진다는 것이다.

### 한계와 비판
현실 세계에서 헥셔-올린 정리가 모든 무역 패턴을 설명하지는 못한다는 비판이 존재한다. 예를 들어, 1950년대 미국 경제학자 와실리 레온티에프(Wassily Leontief)가 미국의 수출품이 노동 집약적이라는 점을 발견하면서 헥셔-올린 정리에 반하는 레온티에프 역설(Leontief Paradox)을 제기하였다. 이 역설은 헥셔-올린 모형의 한계와 무역 패턴이 단순히 요소 풍부도만으로는 설명되지 않는다는 점을 시사한다.
또한, 헥셔-올린 모형은 기술 차이나 정부 정책, 시장 구조 등 다양한 요소를 고려하지 않기 때문에 실제 무역 환경을 충분히 반영하지 못한다는 비판을 받는다.

### 영향과 응용
헥셔-올린 정리는 이후의 여러 국제 무역 이론에 기초를 제공했으며, 무역 정책과 경제 발전 전략을 수립하는 데 중요한 이론적 근거가 되었다. 현대 무역 이론은 헥셔-올린 정리를 보완하고 확장한 다양한 모델들을 포함하며, 각국의 무역 정책 및 경제 상황 분석에 여전히 중요한 역할을 한다.

### 참고 문헌
- Eli Heckscher and Bertil Ohlin, Interregional and International Trade, 1933.
- Wassily Leontief, "Domestic Production and Foreign Trade: The American Capital Position Re-examined," Econometrica, 1953.